# Sandra Kern

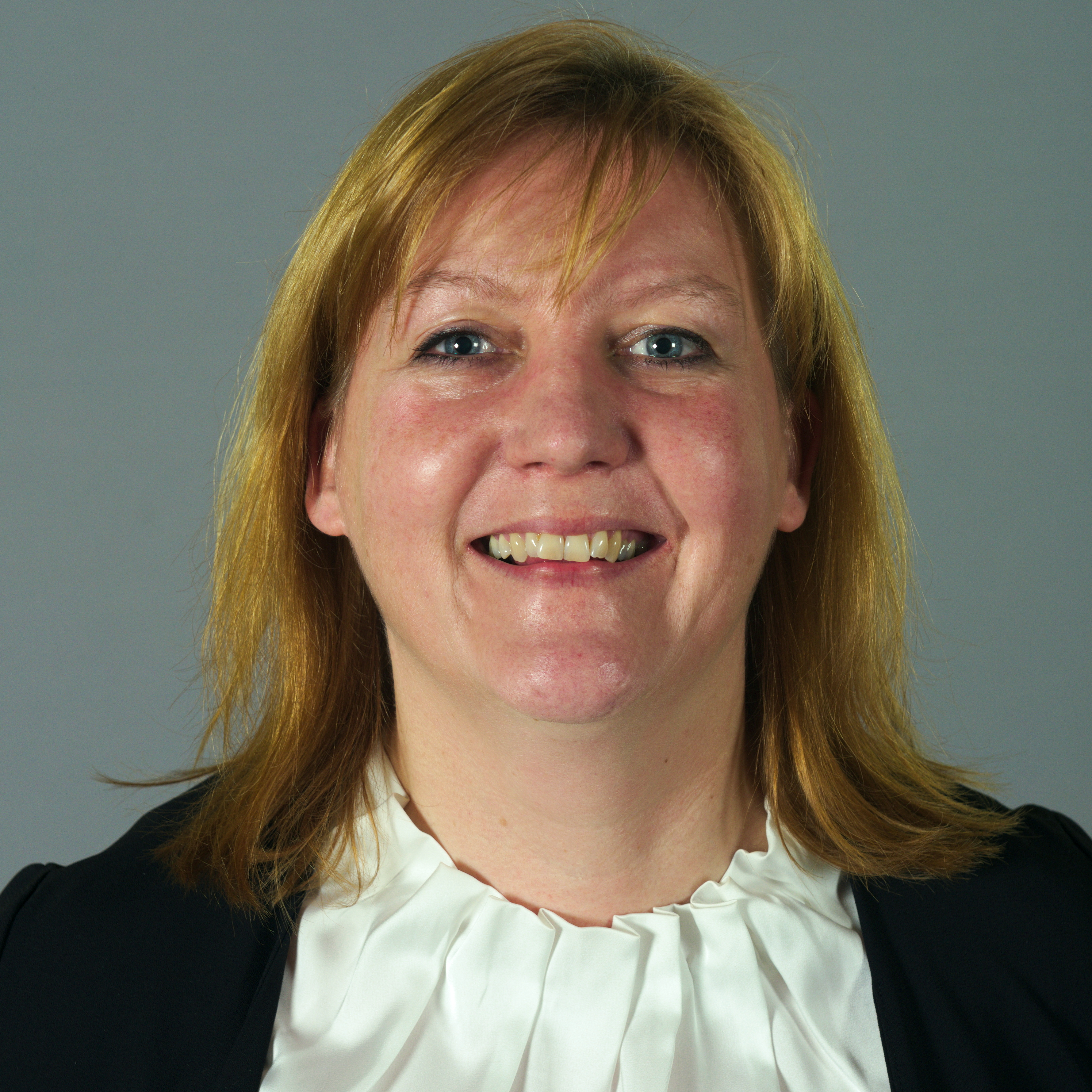
Sandra Kern (2017)

Sandra Kern (* 3. April 1972 in St. Pölten) ist eine österreichische Politikerin (ÖVP). Kern war von 22. Oktober 2015 bis 3. Jänner 2019 aus dem Bundesland Niederösterreich entsandtes Mitglied des österreichischen Bundesrats.

## Leben
Sandra Kern besuchte von 1978 bis 1982 die Volksschule in Herzogenburg und von 1986 bis 1991 die Höhere Lehranstalt für Tourismus in Krems an der Donau, wo sie auch maturierte. Sie besuchte den Universitätslehrgang Politische Kommunikation an der Donau-Universität Krems und absolvierte von 1994 bis 1997 eine Ausbildung zum Fachwirt für Marketing in St. Pölten. Beruflich war sie sechs Jahre lang als Inhaberin eines Nachhilfeinstitutes und als Trainerin selbständig tätig.
Von 2004 bis 2008 baute Kern die Bildungsakademie „Akademie 2.1“ der Volkspartei Niederösterreich auf. Anschließend war sie von 2008 bis 2013 Kommunal- und Organisationsreferentin der Niederösterreichischen Volkspartei. Zwischen 2013 und 2014 war Kern Referentin im Kabinett der damaligen Innenministerin Johanna Mikl-Leitner. Im Oktober 2015 übernahm Sandra Kern die Leitung der Landesgeschäftsführung des Niederösterreichischen Arbeitnehmerinnen- und Arbeitnehmerbunds.
Im Juli 2023 wurde sie als Nachfolgerin von Sven Hergovich von Arbeitsminister Martin Kocher zur Landesgeschäftsführerin des Arbeitsmarktservice (AMS) Niederösterreich bestellt.

## Politischer Werdegang
Ihr erstes politisches Mandat hatte Sandra Kern in ihrer Heimatstadt Krems inne, wo sie von 2002 bis 2010 dem Stadtrat angehörte. Am 22. Oktober 2015 rückte sie als Nachfolgerin ihres Parteikollegen Bernhard Ebner in den österreichischen Bundesrat nach, wohin sie vom Landtag von Niederösterreich entsandt wurde.
Nachdem sie alkoholisiert einen Geisterfahrerunfall verursacht hatte, legte sie im Jänner 2019 ihr Mandat als Bundesrätin zurück. Für sie rückte nach der Landtagssitzung am 31. Jänner 2019 Doris Berger-Grabner nach.